# Извънматочна бременност

## Извънматочна бременност (Graviditas extrauterina)
По принцип всяка бременност започва извънматочно. Оплодената яйцеклетка през горната част на яйцепровода се спуска и се имплантира в матката. При някои условия обаче, може да се промени нормалния ход на оплодената яйцеклетка и тя да се имплантира ектопично, хетеротопично извън матката.
Причините за извънматочната бременност може да са различни:
- възпалителни процеси
- патологични промени в яйцепроводите
- промени в скоростта на придвижване на яйцеклетката и нормалния ѝ ход и др.

В зависимост от мястото, където се имплантира яйцеклетката, различаваме:
- абдоминална Graviditas abdominalis
- тубарна Graviditas tubaria
- овариална Graviditas ovarialis
- вагинална Graviditas vaginalis
- церикална Graviditas cervikalis

Абдоминалната бременност се подразделя на първична и вторична. При първичната абдоминална бременност поради нарушаване на нормалния ход на яйцеклетката, тя преминава през фуниеобразното разширение на яйцепровода и попада в коремната кухина. При вторичната абдоминална бременност има неправилни движения от страна на яйцепровода и яйцеклетката отново през фуниевидното разширение попада в коремната кухина. При имплантирането на яйцеклетката може да стане разрастване на съединителната тъкан, която поема функцията на плацентата. Яйцеклетката може да се вгнезди под зародишния епител на яйчника – тогава говорим за Graviditas ovarica superficialis.